# Anthem of the Seas
Anthem of the seas est un navire de croisière de la compagnie Royal Caribbean. 

## Caractéristiques
C'est un bateau de classe Quantum. Il a été mis à l'eau en avril 2015.
Sa longueur est de 350 m, pour une largeur de 40,8 m.